# Enfoirés un jour, toujours
Albums de Les Enfoirés
Un air d'Enfoirés
(2022) On a 35 ans !
(2024)
Enfoirés un jour, toujours est le 33e album album des Enfoirés, enregistré lors de leur série de 6 concerts du 12 au 16 janvier 2023 à la Halle Tony-Garnier de Lyon.

## Hymne
L'hymne de l'édition 2023 est intitulé Rêvons. Une chanson originale écrite et composée par Amir, Nazim Khaled et Nyadjiko. La chanson est diffusée pour la première fois le 9 janvier 2023.

## Diffusion
Le concert est diffusé le 3 mars 2023 à 21 h 10 sur TF1 et en simultané sur France Bleu.

### Audience
"Enfoirés un jour, toujours" a  réuni 8 074 000 millions de téléspectateurs sur TF1	et 40,2% de part d'audience. Audience en hausse donc par rapport a l'édition de l'année d'avant, "Un air d'Enfoirés".

## Artistes
48 artistes participent à ces concerts :
- Amir
- Julien Arruti
- Jean-Louis Aubert
- Amel Bent
- Michel Berger (Images d'archives)
- Jane Birkin
- Patrick Bruel
- Carla Bruni
- Nicolas Canteloup
- Claudio Capéo
- Sébastien Chabal
- Julien Clerc
- Arnaud Ducret
- Claire Francisci Ducret (première participation)
- Antoine Dupont (première participation)
- Sofia Essaïdi (première participation)
- Patrick Fiori
- Élodie Fontan
- Jérémy Frérot
- Garou
- Marie-Agnès Gillot
- Kendji Girac
- Michael Goldman (première participation)
- Jenifer
- Joyce Jonathan
- Claire Keim
- Philippe Lacheau
- Michèle Laroque
- Nolwenn Leroy
- Germain Louvet (première participation)
- Christophe Maé
- Mimie Mathy
- Mentissa (première participation)
- Kad Merad
- Isabelle Nanty
- Esteban Ocon (première participation)
- Thomas Pesquet
- Lorie Pester
- Alice Pol
- Inès Reg
- Élie Semoun
- Anne Sila
- Slimane
- Soprano
- Vianney
- Vitaa
- Christophe Willem
- Zaz
- Zazie

## Liste des titres
1. Le dernier jour du disco (Juliette Armanet) : Amel Bent, Anne Sila, Carla Bruni, Christophe Maé, Claire Keim, Claudio Capéo, Garou, Jenifer, Joyce Jonathan, Jérémy Frérot, Mentissa, Michèle Laroque, Nolwenn Leroy, Patrick Bruel, Patrick Fiori, Slimane, Sofia Essaïdi, Soprano,  Vitaa, Zaz, Zazie, Les Enfoirés
2. Freed from Desire (Gala) : Anne Sila, Vitaa, Nolwenn Leroy, Michèle Laroque, Les Enfoirés
3. Casting (Christophe Maé) : Zaz, Patrick Bruel, Garou, Jérémy Frérot, Michèle Laroque, Vianney, Claire Keim, Amel Bent
4. Medley Viens on s'aime
  1. L'amour l'amour l'amour (Marcel Mouloudji) : Carla Bruni, Vianney
  2. Viens on s'aime (Slimane) : Nolwenn Leroy, Zaz, Kendji Girac, Claudio Capéo
5. Mon frère (Daniel Lévi & Ahmed Mouici & Les Dix Commandements) : Slimane, Amir, Jérémy Frérot, Garou
6. Désenchantée (Mylène Farmer) : Joyce Jonathan, Zazie, Anne Sila, Sofia Essaïdi
7. Je l'aime à mourir (Francis Cabrel) : Patrick Fiori, Patrick Bruel, Lorie, Mimie Mathy, Les Enfoirés
8. Dans un autre monde (Céline Dion) : Garou, Slimane, Christophe Willem, Kendji Girac
9. Corsica (Petru Guelfucci) : Sofia Essaïdi, Zaz, Jenifer, Claire Keim
10. Medley Le Banana split
  1. Le Banana split (Lio) : Joyce Jonathan, Jenifer, Lorie, Zazie
  2. Barbie Girl (Aqua) : Mentissa, Inès Reg, Philippe Lacheau
11. La Bombe humaine (Téléphone) : Claudio Capéo, Christophe Maé, Garou, Slimane, Kad Merad, Nicolas Canteloup, Arnaud Ducret, Amir
12. Libre (Angèle) : Alice Pol, Carla Bruni, Vitaa, Lorie, Sofia Essaïdi
13. La quête (Orelsan) : Patrick Fiori, Soprano, Patrick Bruel, Vianney, Zazie, Claudio Capéo
14. Les Ballons rouges (Serge Lama) : Patrick Bruel, Jane Birkin, Vitaa, Garou, Kad Merad, Les Enfoirés
15. I Feel It Coming (The Weeknd & Daft Punk) : Amel Bent, Zazie, Philippe Lacheau,  Claire Keim, Vitaa
16. Comment est ta peine ? (Benjamin Biolay) : Jean-Louis Aubert, Amir, Jérémy Frérot, Christophe Maé
17. Couleur menthe à l'eau (Eddy Mitchell) : Amir, Patrick Fiori, Julien Clerc, Slimane, Isabelle Nanty, Nicolas Canteloup
18. Toutes les machines ont un cœur (Maëlle) : Lorie, Jenifer, Vitaa, Carla Bruni, Mentissa
19. Shallow (Lady Gaga & Bradley Cooper) : Patrick Bruel, Christophe Maé, Zaz, Nolwenn Leroy, Marie-Agnès Gillot, Germain Louvet
20. La Groupie du pianiste (Michel Berger) : Jean-Louis Aubert, Patrick Fiori, Carla Bruni, Nolwenn Leroy, Michèle Laroque
21. Le Bal des Laze (Michel Polnareff) : Soprano, Jean-Louis Aubert, Julien Clerc, Christophe Willem
22. Medley Été 90
  1. Le cinéma (Claude Nougaro) : Mimie Mathy, Soprano, Amel Bent
  2. Eté 90 (Therapie Taxi) : Claire Keim, Christophe Willem, Jenifer, Jérémy Frérot
23. Pêche à la ligne (Renaud) : Patrick Fiori, Jean-Louis Aubert, Julien Clerc, Christophe Maé, Jane Birkin
24. Des bouts de moi (Jean-Jacques Goldman) : Alice Pol, Anne Sila, Claire Keim, Claudio Capéo, Jean-Louis Aubert, Jenifer, Joyce Jonathan, Julien Clerc, Jérémy Frérot, Lorie, Marie-Agnès Gillot, Mentissa, Michèle Laroque, Nolwenn Leroy, Patrick Bruel, Patrick Fiori, Les Enfoirés
25. Rêvons (Les Enfoirés) : Les Enfoirés
26. La Chanson des Restos (Les Enfoirés) : Les Enfoirés

## Classements hebdomadaires
| Classement (2023)            | Meilleure place |
| ---------------------------- | --------------- |
| Belgique (Flandre Ultratop)  | 118             |
| Belgique (Wallonie Ultratop) | 1               |
| France (SNEP)                | 1               |
| Suisse (Schweizer Hitparade) | 1               |

## Certifications
| Pays          | Certification | Équivalent ventes |
| ------------- | ------------- | ----------------- |
| France (SNEP) | Platine       | 100 000           |